# Hrašné
Hrašné este o comună slovacă, aflată în districtul Myjava din regiunea Trenčín. Localitatea se află la altitudinea de 340 m deasupra n.m., se întinde pe o suprafață de 7,88 km2 și în 2017 număra 484 de locuitori.

## Demografie
| An:                | 1994 | 2004   | 2014   | 2024   |
| ------------------ | ---- | ------ | ------ | ------ |
| Număr de persoane: | 521  | 505    | 485    | 480    |
| Diferență:         |      | −3,07% | −3,96% | −1,03% |

| An:                | 2023 | 2024   |
| ------------------ | ---- | ------ |
| Număr de persoane: | 469  | 480    |
| Diferență:         |      | +2,34% |